# Paul Verges
Paul Verges (n. 5 martie 1925, Ubon Ratchathani⁠(d), Provincia Ubon Ratchathani, Thailanda – d. 12 noiembrie 2016, centre hospitalier universitaire de La Réunion⁠(d), Franța) a fost un om politic francez, membru al Parlamentului European în perioada 2004-2009 din partea Franței. 